# Stare Gardzienice
Stare Gardzienice (prononciation : [ˈstarɛ ɡard͡ʑɛˈnit͡sɛ]) est un village polonais de la gmina de Ciepielów dans le powiat de Lipsko de la voïvodie de Mazovie dans le centre-est de la Pologne.

## Histoire
De 1975 à 1998, le village appartenait administrativement à la voïvodie de Radom.